# 스마구
스마구(일본어: 須磨区)는 일본 효고현 고베시 서부에 있는 구이다. 남부의 구시가지, 북부의 신흥 시가지 등 여러 가지 거리의 경치를 가진다.
이치노타니 전투의 무대였으며, 스마 해안은 예로부터 백사 청송의 아름다운 모래사장이 있는 해안으로 유명하고, 최근에는 한신 지역 제일의 해수욕장이 되어 있다.

## 지리
롯코 산계 서단의 하치부세산 등이 바다 근처까지 뻗어 있고 또 평지의 끝에도 해당한다.
유서 깊은 지역이지만 기본적으로는 간사이권의 근교 주택지의 성격이 강하다. 또 오사카만 내에서 유수한 해수욕장이 있어 많은 행락객이 방문한다. 구 중앙부에 위치하는 다카토리산, 요코산을 사이에 두고 남부의 주택지와 북부의 뉴타운으로 구성되어 있다.

### 인접한 자치체
- 고베시 다루미구, 나가타구, 니시구, 기타구

## 교통

### 철도
- 서일본 여객철도 JR 고베선(산요 본선)
- 산요 전기철도 본선
- 고베 시영 지하철 세이신·야마테선

### 도로
- 한신 고속도로 3호 고베선
- 국도 제2호선
- 국도 제28호선
- 국도 제250호선 (일본)(일본어판)

## 같이 보기
- 스마 (방호순양함)
- 묘다니역